# Goldfieber in Alaska
Goldfieber in Alaska (Originaltitel: Call of the Wild) ist ein US-amerikanischer Abenteuerfilm von William A. Wellman aus dem Jahr 1935 mit Clark Gable in der Hauptrolle.

## Handlung
In Skagway im Jahr 1900 verkündet Jack Thornton einer überfüllten Bar, dass er heim gehen wird, nachdem er in den Goldfeldern reich geworden ist. Allerdings verliert er den größten Teil seines Geldes vorher beim Spielen. Er trifft seinen alten Kumpel „Shorty“ Hoolihan, der gerade aus dem Gefängnis entlassen wurde. Er hatte eine Haftstrafe verbüßt, weil er die Post anderer Leute gelesen hatte. Shorty sagt Jack, dass der Inhalt eines Briefes, den er gelesen hat, eine Million Dollar wert ist. Er enthielt eine Karte zu einem reichen Goldfund; dessen Besitzer Martin Blake starb, bevor er seinen Anspruch geltend machen konnte. Dieser schickte jedoch einen Brief an seinen Sohn John, mit einer Karte, auf der der Ort des Goldes markiert war. Shorty musste die Karte essen, als er festgenommen wurde, versuchte sie aber so gut es ging aus dem Gedächtnis zu rekonstruieren.
Jack erwirbt für 250 Dollar einen wilden Bernhardiner namens „Buck“, um zu verhindern, dass dieser von einem arroganten Engländer namens Smith erschossen wird. Jack und Shorty machen sich mit der Karte, „Buck“ und anderen Hunden auf den Weg zum Yukon. Unterwegs retten sie Claire Blake vor Wölfen. Ihr Mann ist der Sohn von Martin Blake und hatte die Originalkarte. Er kehrte nicht zurück, als er loszog, um Lebensmitteln zu besorgen. Sie weigert sich zu gehen, ohne Johns Schicksal zu kennen, aber Jack zerrt sie weg. Sie teilen die Strapazen des Weges auf ihrem Weg nach Dawson, so dass ihre anfängliche Abneigung gegen Jack allmählich dahinschmilzt.
Jack schlägt Claire vor, dass sie sich mit ihnen zusammenschließt, da sie weiß, welche Teile von Shortys Karte falsch sind. Sie ist einverstanden. Allerdings brauchen sie noch einen Anteil. Smith wettet tausend Dollar, dass „Buck“ einen schwer beladenen Schlitten mit einem Gewicht von tausend Pfund nicht hundert Meter ziehen kann. „Buck“ schafft das Kunststück, so dass sie von dem Geld alles kaufen können, was sie brauchen.
Das Trio macht sich auf die Suche nach Martin Blakes Gold und findet einen noch lebenden John Blake. Er überredet Smith, ihn zu unterstützen und ihn auf dem Weg zum Fundort zu begleiten, traut dem Engländer und seinen beiden Handlangern jedoch nicht.
Die drei erreichen ihr Ziel und finden es so, wie sie es sich erhofft hatten. Shorty zieht los, um zu erreichen, dass das Claim anerkannt wird. Jack und Claire warten und erkennen schließlich ihre Liebe füreinander. „Buck“ verspürt inzwischen den starken Drang, sich einem Rudel Wölfe anzuschließen; er läuft häufig fort, um Zeit mit einer Wölfin zu verbringen.
Smith erwürgt Blake, als sie den Ort erreichen, und hält Jack und Claire mit vorgehaltener Waffe fest. Die Eindringlinge nehmen das Gold, das sie bereits gesammelt haben, und zerstören alles, was dem Paar die Flucht ermöglichen würde. Die Schurken flüchten in ihrem Kanu, aber beschwert vom gestohlenen Gold kentert es, und sie ertrinken in Sichtweite von Jack und Claire.
„Buck“ findet John Blake, noch am Leben, aber in schlechtem Zustand. Sie pflegen ihn wieder gesund. Jack möchte, dass Claire bei ihm bleibt, aber sie lehnt ab. Jack empfiehlt John zu gehen, um angemessene medizinische Versorgung zu bekommen, bevor das Wetter es unmöglich macht. Claire geht mit John.

## Synchronisation
Der Film wurde zweimal synchronisiert. Die erste Synchronfassung entstand bei der Tobis-Melofilm in Berlin. Richard Busch schrieb das Dialogbuch und Reinhard W. Noack führte Regie. Die zweite Synchronfassung entstand im MGM Synchronisations-Atelier, ebenfalls in Berlin.
| Rolle           | Darsteller    | Synchronsprecher (1937) | Synchronsprecher (1953) |
| --------------- | ------------- | ----------------------- | ----------------------- |
| Jack Thornton   | Clark Gable   | Siegfried Schürenberg   | Siegfried Schürenberg   |
| Claire Blake    | Loretta Young | Inge Conradi            | Marion Degler           |
| Shorty Hoolihan | Jack Oakie    | C. W. Burg              | Clemens Hasse           |
| Mr. Smith       | Reginald Owen | Wolf Trutz              | Alfred Balthoff         |
| John Blake      | Frank Conroy  | Hanns Eggerth           | ?                       |
| Joe Groggins    | Sidney Toler  | Herbert Gernot          | ?                       |
| Ole             | James Burke   | Karl Meixner            | ?                       |
| Sam             | Herman Bing   | Erich Dunskus           | Carl Heinz Carell       |

## Produktion
Goldfieber in Alaska war die erste Verfilmung von Londons Roman als Tonfilm. Bereits 1923 hatte es einen Stummfilm unter Regie von Fred Jackman mit Jack Mulhall in der Hauptrolle gegeben. Das Drehbuch von Gene Fowler und Leonard Praskins beschränkt sich hauptsächlich auf die Haupthandlung des Romans, die meisten Nebenhandlungen wurden ausgelassen. Der Hund steht im Film deutlich weniger im Fokus als bei London, bemerkte bereits die New York Times 1935.

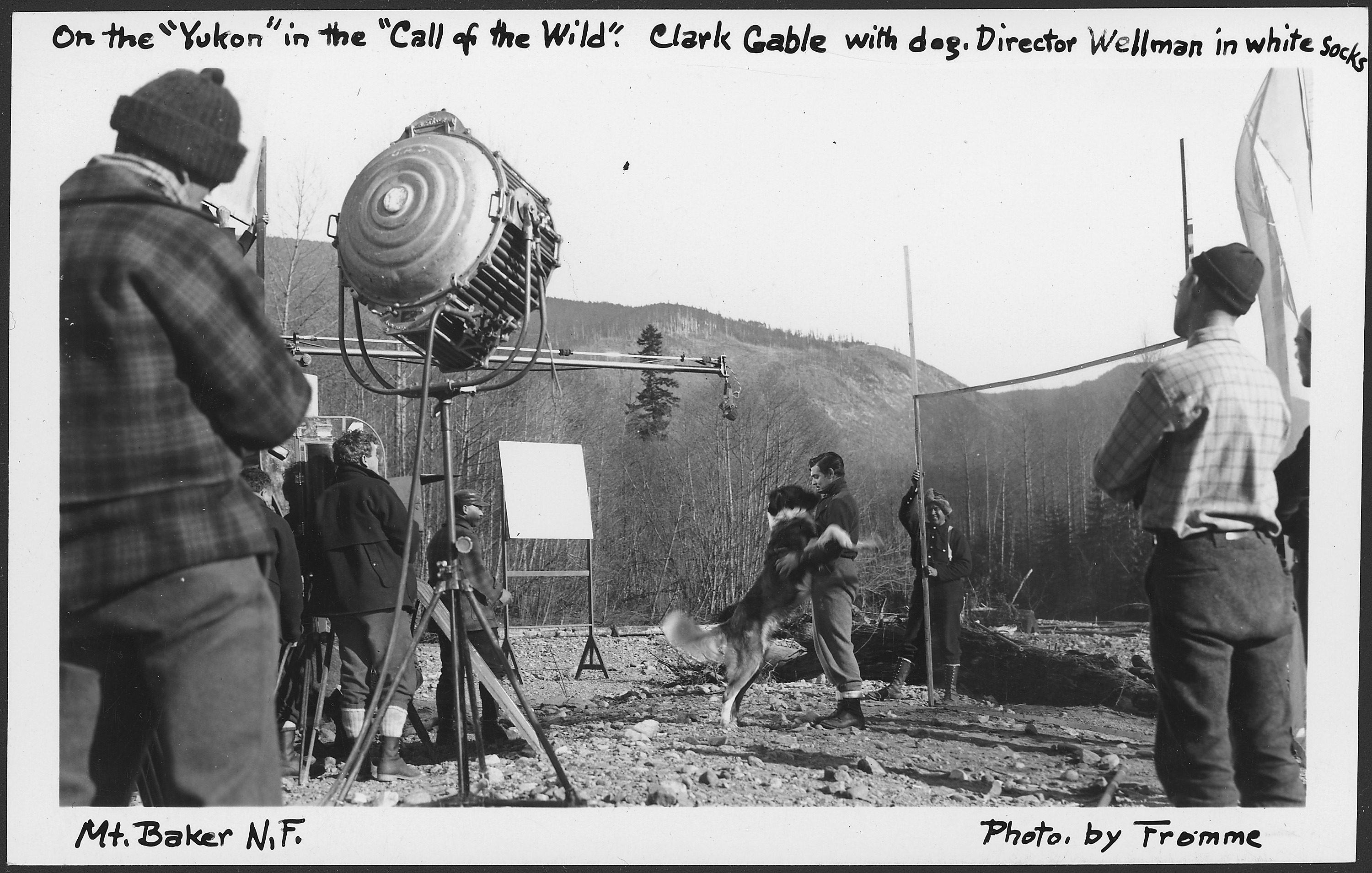
Dreharbeiten im Mount Baker National Forest im Nordwesten der USA, der als für den deutlich nördlicher gelegenen Yukon diente

Während der Dreharbeiten zu Goldfieber in Alaska schwängerte Clark Gable seine Filmpartnerin Loretta Young, was zu Youngs vertuschter Schwangerschaft und der Geburt ihrer Tochter Judy Lewis führte. Es wurde allgemein angenommen, dass die Schwangerschaft das Ergebnis einer Affäre war. Im Jahr 2015 erklärte Youngs Schwiegertochter Linda Lewis öffentlich, dass Young ihr vor ihrem Tod anvertraut habe, dass Gable sie vergewaltigt habe und dass es keine Affäre gegeben habe, obwohl die beiden am Set geflirtet hätten.
Für das Szenenbild waren Richard Day und Alexander Golitzen verantwortlich, die Kostüme wurden von Omar Kiam entworfen. Im Abspann ungenannt ist Arthur Housman, durch seine Betrunkenen-Rollen in Filmen von Laurel und Hardy bekannt, in einer kleinen Rolle als Betrunkener Pete zu sehen.
Dies war der letzte Film, der unter dem Banner von Twentieth Century Pictures veröffentlicht wurde, bevor er mit der Fox Film Corporation fusionierte, um 20th Century-Fox zu schaffen, das jetzt in 20th Century Studios umbenannt wurde. Zufälligerweise war die Neuadaption des Romans im Jahr 2020 der erste Film, der unter dem Namen 20th Century Studios veröffentlicht wurde.

## Kritiken
Andre Sennwald schrieb in der New York Times vom 15. August 1935, dass die berühmte Handlung von London offenbar für einen größeren Erfolg an den Kinokassen abgeändert wurde: Die Romanze von Gable und Young stehe im Vordergrund, nicht mehr Gables Hauptfigur und sein Hund. Obwohl es nicht der Fehler der beiden Hauptdarsteller sei, würden ihre Liebesszenen im Gegensatz zu denen in der Wildnis stark zurückfallen und beinahe ironisch wirken. Regisseur Wellman fange den „lustvollen, schlägerhaften Geschmack der Goldgräbertage“ mit „beträchtlichem Erfolg“ ein. „Es ist gerade genug Integrität in diesem Werk, um uns verstohlene Blicke auf das Drama zu bieten, was es hätte werden können.“ Obwohl der Film sein Potenzial nicht ausschöpfe, sei er immer noch eine „effektive Burleske“. Jack Oakie als Gables Kumpel sei „witzig“ und Reginald Owen als Schurke „exzellent“.
Der Filmdienst notiert: „Geradlinige, altmodische Spannungs-Unterhaltung.“